# Mohammedan Sporting Club
Il Mohammedan Sporting Club è una società calcistica indiana, avente sede a Calcutta.

## Rosa attuale
| N. |                       | Ruolo | Calciatore           |
| -- | --------------------- | ----- | -------------------- |
| 2  | India (bandiera)      | D     | Asheer Akhtar        |
| 3  | India (bandiera)      | D     | Manoj Mohammed       |
| 4  | Nigeria (bandiera)    | D     | Kingsley Obumneme    |
| 5  | India (bandiera)      | D     | Gurtej Singh         |
| 6  | Bangladesh (bandiera) | C     | Jamal Bhuyan         |
| 7  | India (bandiera)      | C     | Vanlalbiaa Chhangte  |
| 8  | Ghana (bandiera)      | C     | Mohammed Fatau       |
| 9  | India (bandiera)      | D     | Safiul Rahaman       |
| 11 | India (bandiera)      | C     | Faisal Ali           |
| 12 | India (bandiera)      | D     | Singam Subhash Singh |
| 13 | India (bandiera)      | P     | Rafique Ali Sardar   |
| 14 | India (bandiera)      | D     | Arijit Bagui         |
| 15 | India (bandiera)      | D     | Balwinder Singh      |
| 16 | India (bandiera)      | C     | Shilton D'Silva      |
| 18 | India (bandiera)      | C     | Satyam Sharma        |
| 19 | India (bandiera)      | A     | Nikhil Kadam         |
| 20 | India (bandiera)      | D     | Hira Mondal          |
| 21 | India (bandiera)      | P     | Priyant Singh        |
| 22 | India (bandiera)      | C     | Gani Nigam           |
| 24 | India (bandiera)      | D     | Sujit Sadhu          |
| 23 | India (bandiera)      | D     | Arijeet Singh        |

| N. |                    | Ruolo | Calciatore         |
| -- | ------------------ | ----- | ------------------ |
| 25 | India (bandiera)   | C     | Tirthankar Sarkar  |
| 26 | India (bandiera)   | C     | Firoj Ali          |
| 28 | India (bandiera)   | A     | Gourav Mukhi       |
| 30 | India (bandiera)   | A     | Shamsad Ali        |
| 32 | India (bandiera)   | C     | Avinabo Bag        |
| 34 | India (bandiera)   | C     | Biaklian Paite     |
| 36 | India (bandiera)   | A     | Suraj Rawat        |
| 37 | India (bandiera)   | A     | Pritam Sarkar      |
| 41 | India (bandiera)   | P     | Shubham Roy        |
| 47 | India (bandiera)   | C     | SK Faiaz           |
| 50 | India (bandiera)   | C     | Moinuddin Khan     |
|    | India (bandiera)   | P     | Kunal Sawant       |
|    | India (bandiera)   | D     | Arashpreet Singh   |
|    | India (bandiera)   | C     | Altamash Sayed     |
|    | India (bandiera)   | A     | Alen Deory         |
|    | India (bandiera)   | C     | Sanjib Ghosh       |
|    | India (bandiera)   | C     | Azharuddin Mallick |
|    | Uruguay (bandiera) | A     | Pedro Manzi        |
|    | Nigeria (bandiera) | A     | John Chidi         |
|    | Francia (bandiera) | D     | Florent Ogier      |

## Palmarès

### Competizioni nazionali
- I-League 2nd Division: 1

2020
- Coppa della Federazione indiana: 2

1983-1984, 1984-1985
- Durand Cup: 2

1940, 2013
- I-League: 1

2023-2024

### Competizioni regionali
- Calcutta Football League: 14

1934, 1935, 1936, 1937, 1938, 1940, 1941, 1948, 1957, 1967, 1981, 2021, 2022, 2023

### Altri piazzamenti
- I-League:

Secondo posto: 2021-2022
- I-League 2nd Division:

Secondo posto: 2013
Terzo posto: 2011-2012
- Coppa della Federazione indiana:

Finalista: 1981, 1989, 2003
Semifinalista: 1998
- Durand Cup:

Finalista: 2021
Semifinalista: 2022